# Metro Luminal
Metro Luminal es una banda de rock alternativo de Estonia formada en 1988 en la ciudad de Tallinn. es uno de los grupos de rock más escuchados en su país. 
El ex-intrgrante Allan Vainola fue integrante de Vennaskond.

## Integrantes

### Formación actual
- Rainer Jancis - vocalista, guitarra
- Andres Vana - guitarra, bajo
- Kalle Nettan - bajo
- Kristo Rajasaare - batería
- Tanel Paliale - teclado

### Exintegrantes
- Allan Vainola - vocal (1988 - 1997)
- Lauri Tikerpe - vocal (1996)

## Discografía

### Álbumes de estudio
- 1994: "Ainult Rottidele" (en el 2003 salió una remasterización llamada Ainult... en CD)
- 1995: "Metro Luminal" (en el 2004 salió una reedición llamada Coca Cola en CD, siendo el mismo álbum)
- 1998: "Sinus"
- 2004: "Reboot"
- 2018: "Üheksast viieni"

### Compilaciones
- 1993: "Tagumine paar välja 2."
- 1995: "Hello"
- 1995: "Kuldmehike: Hit 1"
- 1996: "Eesti hit 5"
- 2004: "Coca Cola"
- 2006: "Rock romantika"
- 2008: "Sassis"
- 2013: "Eesti 90 Ndad"